# Quebranto (película)
Quebranto, también conocida como Disrupted, es un documental mexicano dirigido por Roberto Fiesco estrenado el 9 de febrero de 2013 que muestra los testimonios de Coral Bonelli, una actriz infantil conocida en los años setenta como "Pinolito"; y doña Lilia Ortega "Doña Pinoles", su madre, quien también fue actriz. Desde hace algunos años, Coral se asumió como transgénero y se hace llamar Coral Bonelli. Ellas viven en el barrio de Garibaldi, en el centro de la Ciudad de México, desde donde recuerdan su pasado cinematográfico; en tanto, Coral asume y muestra su identidad genérica.

## Protagonistas
- Coral Bonelli
- Fernando García "Pinolito"
- Lilia Ortega "Doña Pinoles"
- Jorge Fons

## Premios
- Premio Maguey Mejor Película - Festival Internacional de Cine en Guadalajara 2013
- Premio Especial del Jurado - Festival Internacional de Cine en Guadalajara 2013
- Premio del Público - Festival de Cine Mexicano de Durango 2013

## Comentarios
Este filme ocupa el lugar 62 dentro de la lista de las 100 mejores películas del mexicanas, según la opinión de 27 críticos y especialistas del cine en México, publicada por el portal Sector Cine en junio de 2020.